# Мелешко, Василий Андреевич
Василий Андреевич Мелешко (укр. Василь Андрійович Мелешко; 28 апреля 1917, Нижние Серогозы — 22 декабря 1975, Минск) — советский военнослужащий, коллаборационист, военный преступник, участвовавший в массовом убийстве жителей деревни Хатынь и её последующем сожжении.

## Биография

### Перед войной
Василий Мелешко родился 28 апреля 1917 года в поселке Нижние Серогозы на Украине. Украинец. Получил общее школьное образование, после чего окончил сельскохозяйственный техникум, по специальности агроном. Начиная с 1938 — в Красной Армии. В 1940 году окончил курсы при Киевском пехотном училище, получил звание младшего лейтенанта. Член Комсомола с 1939 года.

### Плен
К началу немецкого вторжения в СССР занимал должность командира пулемётного взвода в 140-м отдельном пулемётном батальоне. Батальон дислоцировался в Струмиловском укрепрайоне на так называемой «линии Молотова». Мелешко попал в плен в первый же день войны 22 июня 1941 года в районе села Пархачи, когда после массированных атак противника на позиции Красной Армии его батальон оказался в окружении. Исключен из армейских списков в сентябре 1941 года как пропавший без вести.
Находился в концлагере для пленных советских офицеров Хаммельбург (Oflag-XIII D). Добровольно вступил в сотрудничество с немцами. Осенью 1942 года, после прохождения специальной подготовки в Германии переведён в Киев для службы в оккупационных подразделениях. Присоединился к 118-му батальону шуцманшафта, который наряду со 115-м батальоном шуцманшафта немецкое командование формировало из бывших советских военнопленных и украинских националистов для выполнения полицейских и карательных функций. Среди членов этих подразделений были также украинцы-участники казней в Бабьем Яру.
Мелешко получил звание цугфюрера вспомогательной полиции и стал командиром взвода 118-го батальона. Поначалу подразделение выполняло охранные функции на различных объектах Киева второстепенной значимости.

### Служба в рядах карателей
В декабре 1942 года 118-й батальон был переведен на территорию оккупированной Белорусской ССР для проведения карательных операций против местных партизан. Сперва подразделение прибыло в Минск, а потом было направлено в Плещеницы.
С января 1943 года по июль 1944 года Мелешко в составе карательного батальона участвовал в десятках карательных операций, в том числе в операциях Хорнунг, Драуфгангер, Коттбус, Герман и Вандсбек, которые были частью политики «выжженной земли» и в ходе которых были уничтожены сотни белорусских сел, чтобы разрушить базу поддержки партизанских отрядов.
Первыми жертвами 118-го батальона стали жители деревни Чмелевичи, Логойского района, Минской области. 6 января 1943 года в ходе карательной операции в деревне разграбили и сожгли 58 домов. Жителей полураздетыми выгнали на мороз, а троих из них застрелили. Мелешко лично стрелял по деревне из винтовки и отдавал приказы вести огонь своим подчиненным. В этой и в ряде других операций батальон действовал совместно с «Зондеркомандой доктора Дирлевангера», расположившейся в районном центре Логойск. Это формирование СС было создано в 1942 году уголовником Оскаром Дирлевангером с личного распоряжения Гитлера.
В феврале 1943 года каратели после тяжелого боя с партизанами решили отыграться на жителях деревень Заречье и Котели. Они убили 16 человек и сожгли 40 домов.

Из протокола допроса № 65 от 25 апреля 1974 года рядового 118-о батальона шуцманшафта Григория Спивака:
«Вообще первая рота у нас была самая жестокая и преданная немцам. Большинство, если не все, составляли в ней националисты из Западной Украины. Особенно ударным был взвод Мелешко.»

### Сожжение деревни Хатынь
Утром 22 марта 1943 года из Плещениц в Логойск выдвинулась колонна из нескольких автомобилей с карателями 118-го батальона шуцманшафта. На одном из участков автоколонна попала в засаду партизанского отряда «Дяди Васи» и была обстреляна. Мелешко был легко ранен в голову. При попытке выпрыгнуть из автомобиля погиб гауптштурмфюрер СС Ханс Вёльке, командир одной из рот 118-го батальона. Вёльке был участником Олимпийских игр 1936 года в Берлине и стал чемпионом по толканию ядра.
Вскоре после этого эсэсовцы 118-го батальона и прибывшего на подмогу батальона СС Дирлевангера окружили деревню Хатынь, где оставалось несколько партизан. Они начали обстреливать деревню. Командир взвода Мелешко даже оттолкнул одного из своих подчиненных пулеметчиков и сам залег за пулемет. Войдя в деревню, каратели разграбили её, а всех жителей согнали в сарай, закрыли его и подожгли. Как и другие командиры, Мелешко находился в непосредственной близости от сарая и вместе с подчиненными стрелял из автомата по горящему сараю и людям, пытающимся из него выбежать. Все дома деревни Хатынь также были преданы огню. Погибли 149 мирных жителей.

### Дальнейшая деятельность во время войны
В мае 1943 года Мелешко участвовал в сожжении ещё одной деревни. Жители деревни Осови Докшицкого района Витебской области, узнав о приближении полицаев, укрылись в лесу. Но их разыскали, согнали в сарай на окраине, заперли, подожгли и открыли стрельбу по заживо горящим людям. Были убиты 78 жителей деревни. В ходе операции «Коттбус» произошла расправа над жителями поселка Вилейки и его окрестностей. Затем батальон сжёг деревни Маковье и Уборок, убив всех жителей. А в селе Каминская Слобода ими были расстреляны 50 евреев.
Во время наступления Красной Армии 1944 года 118-й батальон отступил вместе с оккупационными войсками в Восточную Пруссию. Вместе с 115-м батальоном шуцманшафта его включили в состав 30-й ваффен-гренадерской дивизии СС и отправили на запад для борьбы с французскими партизанами. К тому времени Мелешко дослужился до звания унтерштурмфюрера.

Видя неизбежность поражения третьего Рейха, бойцы дивизии приняли решение перейти на сторону партизан. Мелешко стал одним из инициаторов перехода. Бывшие каратели сформировали 2-й украинский батальон имени Тараса Шевченко, который позже был включен в состав Французского иностранного легиона. Именно в составе этого формирования Василий Мелешко попал в Северную Африку. Позже он рассказывал:
«Поступая на службу в иностранный легион, я не собирался возвращаться в Советский Союз, хотя определённых планов на будущее не имел. Но служба в легионе, порядки в иностранной армии с процветавшим рукоприкладством заставили меня пересмотреть свои взгляды. Я полагал, что переход на сторону французских партизан в некоторой степени смягчит мою вину, если станет известно о службе в 118-м полицейском батальоне. Сам же я о своей службе у немцев не был намерен рассказывать».

### После войны
При возвращении на родину Мелешко удалось скрыть правду о своем прошлом. Он успешно прошёл все проверки и был восстановлен в звании. В декабре 1945 года его уволили в запас. Он переехал подальше от родных мест и поселился в поселок Ново-Деркульский Западно-Казахстанской области, стал работать по довоенной специальности — агрономом — и обзавёлся семьёй.
Мелешко решил перебраться к родственникам жены в Ростовскую область, но по дороге туда был арестован. На допросе он признался в сотрудничестве с оккупантами, но не рассказал, что служил в 118-м полицейском батальоне, назвав местом службы батальон Украинского освободительного войска. Заявлял, что, будучи в Белоруссии, нёс охрану железнодорожных коммуникаций и участвовал в боевых операциях против партизан. 5 января 1949 года военным трибуналом Московского военного округа был осуждён за коллаборационизм. Приговорён к 25 годам лишения свободы и 6 годам поражения в правах. Отбывал наказание исправительными работами в Воркуте. В конце 1955 года был амнистирован в соответствии с Указом Президиума Верховного Совета СССР от 17 сентября 1955 года.
Вернулся к мирной жизни на хуторе Киров в Ростовской области. У него было двое сыновей, его жена Нинель Мелешко преподавала немецкий язык в местной школе. Сам Василий Мелешко стал главным агрономом Колхоза имени М. Горького. В начале 1970-х годов его жена умерла.

### Судебный процесс
Мелешко разоблачили случайно. В 1970-е годы колхоз процветал, и фотография главного агронома попала на страницы областной газеты «Молот». По этому материалу его и опознали.
Арестован в сентябре 1974 года и отправлен в следственный изолятор города Гродно. Суд состоялся в Минске. Процесс носил закрытый характер, пресса на него не допускалась. Для участия в судебном процессе в качестве свидетелей были привлечены выжившие жители Хатыни и окружающих деревень, а также его бывшие сослуживцы по полицейскому батальону. Подсудимый, несмотря на прямые показания свидетелей, пытался отрицать свое непосредственное участие в преступлениях.

Из показаний подсудимого Василия Мелешко:
«Тут загорелся сарай с людьми. Поджёг его переводчик штаба Лукович. Люди в сарае стали кричать, просили о пощаде, слышались вопли, жуткая была картина, страшно было слушать. Выломали дверь из сарая, выскочил горящий человек. Тогда Кернер приказал открыть по сараю огонь. Мне такой приказ дал Винницкий, а я передал его своим подчинённым. Все каратели, стоявшие в оцеплении, стали стрелять в людей, находившихся в сарае, стреляли и из двух станковых пулемётов, которые были установлены по обе стороны сарая. Из одного стрелял пулемётчик Лещенко. Мои подчинённые тоже стреляли из винтовок. Я лично не стрелял, хотя у меня и была винтовка СВТ, я не мог стрелять по безоружным, ни в чём не повинным людям. Все согнанные в сарай люди — в основном женщины, старики и дети — более 100 человек были расстреляны и сожжены».
Трибунал Краснознаменного Белорусского военного округа приговорил Мелешко к высшей мере наказания — смертной казни. Президиум Верховного Совета СССР ввиду исключительной тяжести совершённых Мелешко преступлений отклонил его ходатайство о помиловании. Василий Мелешко был расстрелян в 1975 году.

## Последствия
Материалы судебного процесса над Мелешко помогли выйти на след ещё одного военного преступника — Григория Васюры, начальника штаба батальона, руководившего расправой в Хатыни. Его разоблачили в 1986 году и в 1987 году расстреляли. В своих показаниях Васюра так характеризовал подчинённого:
«Это была шайка бандитов, для которых главное — грабить и пьянствовать. Возьмите комвзвода Мелешко — кадровый советский офицер и настоящий садист, буквально бесился от запаха крови… Все они были мерзавцы из мерзавцев. Я их ненавидел!»